# Relaciones Honduras-Japón
Las relaciones Honduras-Japón se refieren a las relaciones bilaterales entre la República de Honduras y el Estado de Japón.

## Historia

### Años 30 y 40
Honduras empezaría a mantener relaciones diplomáticas formales con el imperio del Japón a partir de 1936, bajo la dictadura del general Tiburcio carias Andino tras ver interés de mantener relaciones diplomáticas con países del Eje. Tras hecho y dicho el dictador Hondureño enviaría una carta al emperador Hirohito quien sería entregada por medio del ministro de relaciones exteriores del imperio Hachiro Arita en muestra de afecto con el pueblo japonés. La carta sería contestada por el mismo emperador la cual decía lo siguienteː
"HIROHITO, por la gracia del cielo, Emperador de Japón, colocado en el trono eternamente por la misma dinastía, a su excelencia TIBURCIO CARIAS A., presidente de la republica de Honduras. Grande y buen amigoː con gran placer recibimos su carta, fechada 20 de abril del ultimo, por la cual su excelencia, se sirve anunciarnos que su excelencia se sirve anunciarnos que después de revisar la constitución política del año 1924, la Asamblea nacional Constituyente ha formado el 28 de marzo ultimo, la nueva constitución puesta en vigencia el 15 de abril de 1936, y que de conformidad con el articulo 202 de la nueva Constitución, el periodo presidencial de vuestra excelencia que termina el primero de enero de 1943. Al presentar a su excelencia nuestras felicitaciones por la prolongación, de sus altas funciones, estamos persuadidos que se estrecharan los lazos de amistad que existen en nuestros dos países, y formulamos los mas sinceros votos los la ventura de vuestra excelencia, así como por la prosperidad de su nación. (f) ENPERADOR HIROHITO. (r) Hachiro Arita ministro de relaciones exteriores. Hayama, el segundo día del noveno mes del undécimo año de Showa."

### Segunda Guerra Mundial y las relaciones de posguerra
Las relaciones Hondureñas con el imperio del sol naciente quedarían muy dañadas tras el ataque de Pearl Harbor en 1941 ya que el estado Hondureño le declararía la guerra a Japón y sería uno de los varios países Latinoamericanos que entrarían en la Segunda Guerra Mundial. Tras la rendición japonesa y el final oficial de la guerra en 1945 Honduras y Japón mantendrían una relación distanciada y fría por el contexto que sufría la nación japonesa al terminar la guerra, no sería tras el final de la ocupación Estadounidense, en que Japón tendría un nuevo modelo de gobierno cuando amabas naciones volverían a mantener acuerdos bilaterales.
En septiembre de 1974 Japón ayudaría a Honduras tras el huracán Fifi, acto que logró ganarse el aprecio de la población Hondureña. Pasaría algo similar en1998, luego del paso del huracán Mitch, el ministerio que actualmente dirige envío a Honduras la primera misión oficial de las Fuerzas de Autodefensa del Japón en apoyo a las labores de rescate. Actualmente los Hondureños no necesitan visa para viajar a Japón siempre y cuando sea con fines turísticos.

## Ayuda y proyectos de cooperación
Japón y Honduras mantienen unas buenas relaciones diplomáticas y comerciales, y el país asiático ha brindado a la nación centroamericana ayuda humanitaria para el desarrollo del país. Entre ellos ayuda para la construcción de carreteras, puentes, Hospitales, casas, y escuelas. Otros son los proyectos de rescate y protección del patrimonio Hondureño como los arqueólogos Japoneses que han venido a estudiar los yacimientos de la cultura maya en Honduras. También se han realizado ferias culturales entre ambos como proyecto de intercambio cultural.

## Visitas de estado

### Japónː
- Princesa Mako

### Honduras
- Ricardo maduro Joest
- Juan Orlando Hernández